# 加藤玲名
加藤 玲名（かとう れな）は、日本のヴァイオリニスト。ヴァイオリンを小林健次、渡辺玲子、原田幸一郎、ザハール・ブロンに、室内楽を店村眞積、毛利伯郎に師事。現在、日本音楽家ユニオン、演奏家権利処理合同機構会員、文化庁文化振興派遣芸術家。

## 人物
5歳より桐朋学園大学付属「子供のための音楽教室」入室。6歳よりヴァイオリンを始める。
桐朋学園高等学校音楽科を経て桐朋学園大学音楽部門演奏学科卒業。
在学中、ザルツブルクのモーツァルテウム音楽院にてジャン＝ジャック・カントロフ、カルロ・キアラッパに師事しディプロマ取得。優秀者コンサートにファイナリスト出演。またイタリアのシエナ・キジアーナ音楽院主催室内楽リサイタル開催。
1998年、第2回東京室内楽コンクール第1位受賞。
サイトウ・キネン｢若い人のための室内楽勉強会」に参加し小澤征爾指揮の下コンサートマスターを務める。
また、諏訪内晶子リサイタルに諏訪内が急病のため急遽代奏する。
ダルムシュタット・アンサンブル、大垣音楽祭、倉敷音楽祭、宮崎国際室内楽音楽祭、小澤征爾オペラ塾、サイトウ・キネン・オーケストラ、東京のオペラの森、紀尾井シンフォニエッタ東京などに参加。
桐朋学園音楽部門嘱託演奏員、桐朋学園富山オーケストラアカデミー演奏員を経てニューヨークに留学。帰国後は、草津国際アカデミー音楽祭、鎌倉音楽祭や日本各地にて多数演奏会に出演している。またジャンルを超えてTV、CD録音など多数参加。
演奏活動の傍ら、千葉中央ヴァイオリン・ソルフェージュ教室にて後進の指導にもあたっている。